# Lilo (wapen)
De Lilo was een Britse granaatwerper bedoeld om zware bunkers te vernietigen. Hij werd gebruikt tijdens de Tweede Wereldoorlog in Azië.

## Geschiedenis
In 1944 vochten de Britse Commonwealth Forces in het zuidoosten van Azië. Vaak stuitten ze op goed gecamoufleerde zware bunkers. De bunkers waren vaak bemand door Japanse zelfmoordsoldaten, soldaten die hun bunker letterlijk met hun leven verdedigden. De enige manier voor de Britten om deze bunkers te vernietigen was met zwaar artilleriegeschut dat van dichtbij vuurde. Vanwege de vaak ontoegankelijke gebieden in de jungle was deze optie vaak niet mogelijk. Om dit probleem op te lossen, werd er een programma ontwikkeld voor het creëren van draagbare zware raketwerpers door het Britse Ministerie van Defensie, met als taak de zware verdedigingsposities te overwinnen. Dit werd bekend als LILO.

## Ontwerp
Het wapen was een simpele enkele-buis-raketwerper ontworpen voor vuren op zeer kleine afstanden tegen strategische punten. De raketwerper was uitgerust met een 3 Inch Rocket Motor Number 7 raket met twee verschillende soorten explosiekoppen die apart monteerbaar waren: de eerste een 21-lb High Explosive (HE) kop en de tweede een 60-lbs Super High Explosive (SHE) kop.
De LILO was ontworpen uit de Flintlock Congreve rocketlauncher, ook een Britse raketwerper.
De Flintlock Congreve werd voornamelijk op schepen vervoerd om vijandige forten van af zee te beschieten. Hij was ontworpen door William Congreve die als eerste zelf voortgestuurde raketten ontwierp. Hij experimenteerde in 1804 met de grootste luchtraketten, in Londen. Hij verving het ijzer van de raketten die al voor hem gemaakt waren, maar niet zelfaangedreven, door papier om het lichaam van de raket te maken. Het papier zorgde ervoor dat het projectiel lichter werd en er meer gewicht aan explosieven op de raket mee kon.
Hij experimenteerde ook met heel grote militaire raketten die tussen 2 en 3 km konden vliegen. De raketten werden voor het eerst in een oorlog gebruikt in 1806 tegen Boulogne door zowel de landmacht als de marine. Na de slag bleken de raketten erg effectief en zag het Britse Ministerie van Oorlog de behoefte aan deze raketwerpers. De raketten werden grootschalig gebruikt tijdens de Chesapeake campagne bij Bladensburg door de Britten en vernietigden Fort McHenry.
Congreve ontwikkelde ook de eerste mortieren. Hij plaatste simpel een bodem aan de onderkant van de raketwerper waarmee men de hoek kon bepalen. Na 1815 toen er verbeteringen kwamen in de wapens zoals buskruit en automatische vuursystemen werd het ontwerp en de productie verstoten voor de nieuwere uitvindingen. Pas aan het begin van de Tweede Wereldoorlog kwamen de ideeën voor de zelf aangedreven raketwerpers terug in de LILO en later bij de Amerikanen als de Bazooka.

## Gebruik
De granaatwerper werd gebruikt door de Britten tijdens de oorlog in Korea sinds 1943 en later door de Amerikanen in de oorlog tegen Japan.
Twee mensen waren nodig voor het gebruiken van het wapen: een die de buis droeg en een die de granaten droeg in een speciale draagkist. Hun taak was: dicht bij het doel komen, laden, richten en vuren. Dit was een uiterst moeilijke en gevaarlijk taak. Het was moeilijk dicht bij het doel te komen zonder gezien te worden en als de granaat was afgevuurd was er een grote kans dat de mannen geraakt werden door rondvliegend puin en beton.
Het wapen had een Open Sight, dat betekent dat het wapen geen middelen had om mee te richten omdat het wapen bedoeld was om dicht bij het doel afgevuurd te worden. De schutter moest op een knie en een voet zitten om het gewicht van het wapen te dragen. De schutter kon de hoek van de buis bepalen door zijn achterste voet te verplaatsen. De granaat werd afgevuurd door een 3-volt-batterij. De granaat had meestal genoeg kracht om tot 3 meter diep in de aarde te boren en vernietigde de vijandige positie meestal met één schot.
De buizen werden gemaakt van plastic om het gewicht te verminderen en werden weggegooid na het vuren omdat alle stroom werd opgebruikt met één schot. Later in de oorlog toen plastic duurder werd, werden de buizen van aluminium gemaakt. De LILO bewees zijn effectiviteit in Okinawa en andere grote operaties in de oorlog.

## Bijnaam
De LILO kreeg zowel door de Britten als de Amerikanen een bijnaam.
De Britten noemde hem de "Bunker Busters", en de Amerikanen noemde hem de "Bunker Bugger".
De bijnamen zijn bekend omdat zowel de Britten als de Amerikanen die bijnamen op de LILO schreven. Sommige LILO's hebben andere namen gekregen maar deze namen zijn wel het bekendst.